# 艾誠致
 PC（1969年10月24日—），加拿大政治人物，2006年-08年和2015年-25年間以加拿大自由黨黨員身份擔任加拿大國會下議院議員，先後代表安大略省皮爾區的密西沙加─艾林代爾選區和密西沙加中選區，並從2021年至2023年間在賈斯汀·杜魯多内閣中出任聯邦交通部長。

## 生平
艾誠致生於沙特阿拉伯寇巴爾，一家原居敘利亞。他中學畢業後到敘利亞的大馬士革大學工程系修讀，其後則遷居加拿大多倫多並於懷雅遜大學繼續學業，1994年從該校取得機械工程學士學位，再於2000年從約克大學取得工商管理碩士學位。他曾供職於加拿大通用電氣，2004年-05年間曾任加拿大阿拉伯聯會主席。
2006年聯邦大選，艾誠致代表加拿大自由黨競逐安大略省的密西沙加─艾林代爾選區（Mississauga—Erindale）國會下議院議席，以3328票之差擊敗保守黨候選人德徹特（Bob Dechert），首度當選下議員。他從2006年2月起出任自由黨人力資源及技能培訓助理評議員，2007年1月改任該黨公民及移民評議員，同年10月改任該黨自然資源評議員。
艾誠致在2008年聯邦大選中代表自由黨，再度於密西沙加─艾林代爾選區與保守黨的德徹特對壘，這次則以少於400票之差敗於德徹特。兩人於2011年聯邦大選第三次較量，艾誠致以8千多票之差落敗。他落選國會議員後曾於恩巴拉（Enbala Power）和安大略能源委員會工作，並成為懷雅遜大學工程及建築科學系客席研究員。
2015年聯邦大選，艾誠致代表自由黨競逐重新成立的密西沙加中選區下議院議席，以約55%得票率當選並重返國會。自由黨在該屆大選贏取多數政府上台執政，艾誠致獲任為外交部長國會秘書，協助處理使領館事宜，2018年則改任國際貿易多樣化部長國會秘書。
他於2019年聯邦大選以約56%得票率連任密西沙加中選區下議員，在自由黨少數政府中出任總理杜魯多以及副總理兼跨政府事務部長方慧蘭的國會秘書。2020年1月在伊朗發生的烏克蘭國際航空752號班機空難牽涉多名加國公民和永久居民，艾誠致負責直接協助遇難者家屬。他於1月15日表示聯邦政府會為家屬提供法律援助，22日則稱聯邦政府會對從民間籌集的善款作出等額捐贈。
杜魯多於2021年1月改組内閣，艾誠致首度入閣，接替馬克·加諾出任交通部長。他於同年9月聯邦大選以約54%得票率連任下議員，再於同年10月公布的內閣名單中留任交通部長。2023年7月，艾誠致宣布不會在下屆聯邦大選中競逐連任，並隨之在内閣改組中卸任交通部長，再於2025年議員任期屆滿時卸任。

## 外部連結
- 官方网站
- （英文）艾誠致 – 加拿大国会传记